# Pseudocolaniella
Pseudocolaniella es un género de foraminífero bentónico considerado un sinónimo posterior de Colaniella de la familia Colaniellidae, de la superfamilia Colanielloidea, del suborden Fusulinina y del orden Fusulinida. Su especie tipo era Paracolaniella xufulingensis. Su rango cronoestratigráfico abarcaba el Lopingiense (Pérmico superior).

## Clasificación
Pseudocolaniella incluía a las siguientes especies:
- Pseudocolaniella longa
- Pseudocolaniella xufulingensis